# Kari Myyryläinen
Kari Myyryläinen (Hyvinkää, 22 d'octubre de 1963) va ser un ciclista finlandès, professional del 1986 al 1988. En el seu palmarès destaquen diferents campionats nacionals de ciclisme en ruta com en contrarellotge i també en ciclocròs.

## Palmarès en ruta
- 1983
  -  Campió de Finlàndia de ciclisme en ruta
  -  Campió de Finlàndia de ciclisme en contrarellotge
- 1984
  -  Campió de Finlàndia de ciclisme en contrarellotge
- 1985
  -  Campió de Finlàndia de ciclisme en ruta
  -  Campió de Finlàndia de ciclisme en contrarellotge
  - 1r al Gran Premi de França
- 1986
  -  Campió de Finlàndia de ciclisme en ruta
  - 1r a la París-Évreux
- 1987
  - Vencedor d'una etapa del Tour de l'Avenir
  - Vencedor d'una etapa de la Volta a Burgos
- 1990
  - Vencedor d'una etapa de la Volta a Noruega
- 1991
  - Vencedor d'una etapa del Cinturó a Mallorca
- 1993
  -  Campió de Finlàndia de ciclisme en contrarellotge

## Palmarès en ciclocròs
- 1983
  -  Campió de Finlàndia de ciclocròs
- 1991
  -  Campió de Finlàndia de ciclocròs
- 1992
  -  Campió de Finlàndia de ciclocròs
- 1994
  -  Campió de Finlàndia de ciclocròs
- 1995
  -  Campió de Finlàndia de ciclocròs